# Tramwaje w Cassel
Tramwaje w Cassel − zlikwidowany system komunikacji tramwajowej we francuskim mieście Cassel, działający w latach 1900−1934.

## Historia
Tramwaje w Cassel uruchomiono 20 lipca 1900, były to tramwaje elektryczne. Wybudowana jedna linia tramwajowa o długości 3,3 km połączyła dworzec kolejowy z centrum miasta. Do obsługi linii zakupiono 6 wagonów: 3 silnikowe i 3 doczepne. Na linii przewożono mało pasażerów co doprowadziło do jej zamknięcia w 1934.